# جام جهانی فوتسال ۲۰۰۴
جام جهانی فوتسال فیفا ۲۰۰۴ پنجمین دوره مسابقات جام جهانی فوتسال بود که از ۲۱ نوامبر تا ۵ دسامبر در تایوان زیر نظر فدراسیون بین‌المللی فوتبال نهاد اداره‌کننده ورزش فوتبال برگزار شد. در این دوره تیم ملی فوتسال اسپانیا مدافع عنوان قهرمانی با پیروزی بر تیم ملی فوتسال ایتالیا برای دومین بار به قهرمانی این مسابقات رسید.
دو ورزشگاه میزبان این مسابقات دانشگاه ملی تایوان در شهر تایپه و ورزشگاه لینکو ژیمنازیوم در استان تائو یوان بودند.
۱۶ تیم در این مسابقات حضور داشتند و ۴۰ مسابقه برگزار شد که در آن‌ها ۲۳۷ گل به ثمر رسید (میانگین هر بازی ۵٫۹۳ گل). مجموع تماشاگران این مسابقات هم ۵۰۹۲۳ نفر بودند (میانگین هر بازی ۱٬۲۷۳ تماشاگر).
فالکائو برزیلی با ۱۳ گل آقای گل و برنده کفش طلایی مسابقات شد. یک‌طرفه‌ترین نتیجه مسابقات پیروزی مصر بر تایوان با حساب ۱۲ بر صفر بود و پرگل‌ترین دیدار نیز پیروزی ۸ بر ۵ برزیل بر آمریکا در مرحله دوم گروهی بود.

## مرحله انتخابی

### کشورهای انتخاب شده
| مسابقات                                | تاریخ                     | محل          | تعداد سهمیه | تیم برگزیده                               |
| -------------------------------------- | ------------------------- | ------------ | ----------- | ----------------------------------------- |
| کشور میزبان                            |                           |              | 1           | تایوان                                    |
| جام ملت‌های فوتسال آسیا ۲۰۰۴            | ۱۶–۲۵ April ۲۰۰۴          | ماکائو       | ۳           | ایران · تایلند · ژاپن                     |
| جام ملت‌های فوتسال آفریقا ۲۰۰۴          | ۹ ژولای – ۳ سپتامبر ۲۰۰۴  | رفت & برگشتی | ۱           | مصر                                       |
| جام ملت‌های فوتسال کونکاکاف ۲۰۰۴        | ۲۳ ژولای – ۱ آگوست ۲۰۰۴   | کاستاریکا    | ۲           | ایالات متحده آمریکا · کوبا                |
| فوتسال کوپا آمریکا ۲۰۰۴                | ۲۶ آگوست – ۱ سپتامبر ۲۰۰۳ | پاراگوئه     | ۳           | پاراگوئه · آرژانتین · برزیل               |
| جام ملت‌های فوتسال اقیانوسیه ۲۰۰۴       | ۲۵–۲۹ ژولای ۲۰۰۴          | استرالیا     | ۱           | استرالیا                                  |
| انتخابی جام جهانی فوتسال در اروپا ۲۰۰۴ | نوامبر – دسامبر ۲۰۰۳      | گروهی        | ۵           | اوکراین · اسپانیا · چک · ایتالیا · پرتغال |
| کل                                     |                           |              | ۱۶          | —                                         |

## Venues
| تایپه         | تائویوان (لینکو) |
| ------------- | ---------------- |
| NTU Gymnasium | NTSU Gymnasium   |
| گنجایش: ۳٬۵۰۰ | گنجایش: ۱۵٬۰۰۰   |
|               |                  |
| تایپهلینکو ·  |                  |

## گروه‌ها

### دور اول
مرحله گروهی این مسابقات در ۴ گروهِ ۴ تیمی با حضور تیم میزبان (تایوان) و ۵ تیم منتخب مقدماتی جام جهانی فوتسال اروپا ۲۰۰۴؛ (ایتالیا، پرتغال، اسپانیا، اوکراین و جمهوری چک)، ۳ تیم اول قهرمانی فوتسال آمریکای جنوبی ۲۰۰۳ (اروگوئه، آرژانتین و برزیل)، ۳ تیم برتر قهرمانی فوتسال آسیا ۲۰۰۴؛ (ایران، تایلند و ژاپن)، ۲ تیم فینالیست قهرمانی فوتسال کونکاکاف ۲۰۰۴؛ (ایالات متحده و کوبا)، قهرمان قهرمانی فوتسال آفریقا ۲۰۰۴؛ (مصر) و قهرمان قهرمانی فوتسال اقیانوسیه ۲۰۰۳؛ (استرالیا) برگزار شد.
| تیم     | بازی | برد | مساوی | باخت | گل زده | گل خورده | گل تفاضل | امتیاز |
| ------- | ---- | --- | ----- | ---- | ------ | -------- | -------- | ------ |
| اسپانیا | ۳    | ۳   | ۰     | ۰    | ۱۹     | ۰        | ۱۹+      | ۹      |
| اوکراین | ۳    | ۲   | ۰     | ۱    | ۱۲     | ۸        | ۴+       | ۶      |
| مصر     | ۳    | ۱   | ۰     | ۲    | ۱۶     | ۱۲       | ۴+       | ۳      |
| تایوان  | ۳    | ۰   | ۰     | ۳    | ۲      | ۲۹       | ۲۷−      | ۰      |

| تایوان  | ۰ - ۱۲ | مصر     |
| اسپانیا | ۲ - ۰  | اوکراین |
| تایوان  | ۰ - ۱۰ | اسپانیا |
| مصر     | ۴ - ۵  | اوکراین |
| اوکراین | ۷ - ۲  | تایوان  |
| مصر     | ۰ - ۷  | اسپانیا |

### گروه B
| تیم      | بازی | برد | مساوی | باخت | گل زده | گل خورده | گل تفاضل | امتیاز |
| -------- | ---- | --- | ----- | ---- | ------ | -------- | -------- | ------ |
| برزیل    | ۳    | ۳   | ۰     | ۰    | ۲۳     | ۲        | ۲۱+      | ۹      |
| چک       | ۳    | ۲   | ۰     | ۱    | ۸      | ۵        | ۳+       | ۶      |
| تایلند   | ۳    | ۱   | ۰     | ۲    | ۵      | ۱۳       | ۸−       | ۳      |
| استرالیا | ۳    | ۰   | ۰     | ۳    | ۲      | ۱۸       | ۱۶−      | ۰      |

| استرالیا | ۰ - ۱۰ | برزیل    |
| چک       | ۲ - ۱  | تایلند   |
| استرالیا | ۰ - ۵  | چک       |
| برزیل    | ۹ - ۱  | تایلند   |
| تایلند   | ۳ - ۲  | استرالیا |
| برزیل    | ۴ - ۱  | چک       |

### گروه C
| تیم                 | بازی | برد | مساوی | باخت | گل زده | گل خورده | گل تفاضل | امتیاز |
| ------------------- | ---- | --- | ----- | ---- | ------ | -------- | -------- | ------ |
| ایتالیا             | ۳    | ۳   | ۰     | ۰    | ۱۵     | ۵        | ۱۰+      | ۹      |
| ایالات متحده آمریکا | ۳    | ۱   | ۱     | ۱    | ۷      | ۸        | ۱−       | ۴      |
| پاراگوئه            | ۳    | ۱   | ۰     | ۲    | ۸      | ۱۱       | ۳−       | ۳      |
| ژاپن                | ۳    | ۰   | ۱     | ۲    | ۵      | ۱۱       | ۶−       | ۱      |

| ایتالیا             | ۶ - ۳ | ایالات متحده آمریکا |
| ژاپن                | ۴ - ۵ | پاراگوئه            |
| ایتالیا             | ۵ - ۰ | ژاپن                |
| ایالات متحده آمریکا | ۳ - ۱ | پاراگوئه            |
| پاراگوئه            | ۲ - ۴ | ایتالیا             |
| ایالات متحده آمریکا | ۱ - ۱ | ژاپن                |

### گروه D
| تیم      | بازی | برد | مساوی | باخت | گل زده | گل خورده | گل تفاضل | امتیاز |
| -------- | ---- | --- | ----- | ---- | ------ | -------- | -------- | ------ |
| آرژانتین | ۳    | ۳   | ۰     | ۰    | ۱۰     | ۱        | ۹+       | ۹      |
| پرتغال   | ۳    | ۲   | ۰     | ۱    | ۹      | ۱        | ۸+       | ۶      |
| ایران    | ۳    | ۱   | ۰     | ۲    | ۹      | ۱۳       | ۴−       | ۳      |
| کوبا     | ۳    | ۰   | ۰     | ۳    | ۳      | ۱۶       | ۱۳−      | ۰      |

| ایران    | ۰ - ۴ | پرتغال   |
| کوبا     | ۰ - ۳ | آرژانتین |
| ایران    | ۸ - ۳ | کوبا     |
| پرتغال   | ۰ - ۱ | آرژانتین |
| آرژانتین | ۶ - ۱ | ایران    |
| پرتغال   | ۵ - ۰ | کوبا     |

مرحله دوم گروهی نیز با شرکت دو تیم اول هر گروه (اسپانیا، اوکراین، برزیل، چک، ایتالیا، آمریکا، پرتغال و آرژانتین) برگزار شد.
(۲۸ نوامبر -۱ دسامبر)

### گروه E
| تیم     | امتیاز | بازی | برد | برابر | باخت | گل زده | گل خورده | تفاضل |
| ------- | ------ | ---- | --- | ----- | ---- | ------ | -------- | ----- |
| ایتالیا | ۷      | ۳    | ۲   | ۱     | ۰    | ۶      | ۲        | +۴    |
| اسپانیا | ۶      | ۳    | ۲   | ۰     | ۱    | ۷      | ۴        | +۳    |
| پرتغال  | ۴      | ۳    | ۱   | ۱     | ۱    | ۹      | ۷        | +۲    |
| چک      | ۰      | ۳    | ۰   | ۰     | ۳    | ۴      | ۱۳       | –9    |

| اسپانیا | ۲ - ۰ | چک      |
| ایتالیا | ۰ - ۰ | پرتغال  |
| اسپانیا | ۲ - ۳ | ایتالیا |
| چک      | ۴ - ۸ | پرتغال  |
| اسپانیا | ۳ - ۱ | پرتغال  |
| چک      | ۰ - ۳ | ایتالیا |

### گروه F
| تیم                 | امتیاز | بازی | برد | برابر | باخت | گل زده | گل خورده | تفاضل |
| ------------------- | ------ | ---- | --- | ----- | ---- | ------ | -------- | ----- |
| برزیل               | ۹      | ۳    | ۳   | ۰     | ۰    | ۱۶     | ۷        | +۹    |
| آرژانتین            | ۴      | ۳    | ۱   | ۱     | ۱    | ۳      | ۳        | ۰     |
| اوکراین             | ۴      | ۳    | ۱   | ۱     | ۱    | ۴      | ۷        | –۳    |
| ایالات متحده آمریکا | ۰      | ۳    | ۰   | ۰     | ۳    | ۷      | ۱۳       | –۶    |

| برزیل    | ۶ - ۱ | اوکراین             |
| آرژانتین | ۲ - ۱ | ایالات متحده آمریکا |
| برزیل    | ۲ - ۱ | آرژانتین            |
| اوکراین  | ۳ - ۱ | ایالات متحده آمریکا |
| برزیل    | ۸ - ۵ | ایالات متحده آمریکا |
| اوکراین  | ۰ - ۰ | آرژانتین            |

در دور نیمه‌نهایی این مسابقات تیم اسپانیا پس از کسب نتیجه ۲ بر ۲ مقابل برزیل در وقت‌های قانونی، در ضربات پنالتی حریف خود را شکست داد و ایتالیا با نتیجه ۷ بر ۴ آرژانتین را شکست داد.

## Final round
|  | Semifinals               | Semifinals               |   |                          | Final                    | Final |  |
|  |                          |                          |   |                          |                          |       |  |
|  | 3 December 2004 - Taipei |                          |   |                          |                          |       |  |
|  | برزیل                    | 2 (4)                    |   |                          |                          |       |  |
|  | اسپانیا (PSO)            | 2 (5)                    |   |                          |                          |       |  |
|  |                          |                          |   |                          |                          |       |  |
|  |                          |                          |   |                          | 5 December 2004 - Taipei |       |  |
|  |                          |                          |   |                          | اسپانیا                  | 2     |  |
|  |                          | ایتالیا                  | 1 |                          |                          |       |  |
|  |                          |                          |   |                          |                          |       |  |
|  |                          |                          |   |                          |                          |       |  |
|  |                          |                          |   |                          | Third place              |       |  |
|  | 3 December 2004 - Taipei | 3 December 2004 - Taipei |   | 5 December 2004 - Taipei | 5 December 2004 - Taipei |       |  |
|  | آرژانتین                 | 4                        |   | برزیل                    | 7                        |       |  |
|  | ایتالیا                  | 7                        |   |                          | آرژانتین                 | 4     |  |

### Semi-finals
| برزیل                                             | 2 – 2 (و.ا.) | اسپانیا                                                   |
| ------------------------------------------------- | ------------ | --------------------------------------------------------- |
| Pablo ۲۶' · Simi ۳۵'                              | Report       | ۲۳' Andreu · ۳۵' Marcelo                                  |
| ضربات پنالتی                                      |              |                                                           |
| Simi · Euler · Índio · Falcão · Schumacher · Neto | 4–5          | Kike · Torras · Julio · Limones · Javi Rodríguez · Andreu |

| آرژانتین                                       | 4 – 7  | ایتالیا                                                                                  |
| ---------------------------------------------- | ------ | ---------------------------------------------------------------------------------------- |
| Sánchez ۲۸' · Gimenez ۳۴'، ۴۰+۱' · Wilhelm ۳۵' | Report | ۲'، ۱۲'، ۳۵' Bácaro · ۹' Fabiano · ۳۲' Vicentini · ۳۴' Foglia · ۳۸' (گل‌به‌خودی) Giustozzi |

### رده بندی
| برزیل                                                            | 7 – 4  | آرژانتین                              |
| ---------------------------------------------------------------- | ------ | ------------------------------------- |
| Falcão ۱'، ۶'، ۱۲' · Schumacher ۱۷'، ۳۶' · Euler ۱۸' · Índio ۱۹' | Report | ۱۰'، ۱۶' Sánchez · ۲۹'، ۳۰' Giustozzi |

در نهایت با پیروزی ۲–۱ اسپانیا بر ایتالیا در دیدار پایانی و برد ۷ بر ۴ برزیل بر آرژانتین در مسابقه رده‌بندی، تیم‌های برتر این مسابقات مشخص شدند.

### نهایی
| اسپانیا                | 2 – ۱  | ایتالیا     |
| ---------------------- | ------ | ----------- |
| Kike ۲۴' · Marcelo ۳۰' | Report | ۴۰' Zanetti |

## قهرمان
| قهرمان جام جهانی فوتسال ۲۰۰۴ |
| ---------------------------- |
| · اسپانیا · دومین عنوان      |

## گلزنان برتر
ده گلزن برتر مسابقات جام جهانی فوتسال ۲۰۰۴ بشرح زیر است:
| رتبه | بازیکن         | ملیت                | تعداد گل |
| ---- | -------------- | ------------------- | -------- |
| ۱    | Falcão         | برزیل               | ۱۳       |
| ۲    | Índio          | برزیل               | ۱۰       |
| ۳    | Marcelo        | اسپانیا             | ۹        |
| ۴    | Joel Queirós   | پرتغال              | ۷        |
| ۴    | Leandro Simi   | برزیل               | ۷        |
| ۶    | Abou El Komsan | مصر                 | ۶        |
| ۶    | Javi Rodríguez | اسپانیا             | ۶        |
| ۸    | Johnny Torres  | ایالات متحده آمریکا | ۵        |
| ۸    | Michal Mareš   | چک                  | ۵        |
| ۸    | Sandro Zanetti | ایتالیا             | ۵        |

## رده بندی مسابقات
| Rank | Team                |
| ---- | ------------------- |
| 1    | اسپانیا             |
| 2    | ایتالیا             |
| 3    | برزیل               |
| ۴    | آرژانتین            |
| ۵    | پرتغال              |
| ۶    | اوکراین             |
| ۷    | ایالات متحده آمریکا |
| ۸    | چک                  |
| ۹    | مصر                 |
| ۱۰   | پاراگوئه            |
| ۱۱   | ایران               |
| ۱۲   | تایلند              |
| ۱۳   | ژاپن                |
| ۱۴   | کوبا                |
| ۱۵   | استرالیا            |
| ۱۶   | تایوان              |